# Montana (stad)
Montana (Bulgaars: Монтана) is een stad met ongeveer 40.000 inwoners in het noordwesten van Bulgarije. De stad heette tot 1890 Koetlovitsa, vervolgens tot 1945 Ferdinand. In 1945 werd de naam veranderd naar Hristo Mihajlov en een jaar later naar Mihajlovgrad. In 1993 werd de huidige naam Montana ingesteld.
De huidige naam stamt af van de Romeinse naam van de stad, Municipio Montanensium.

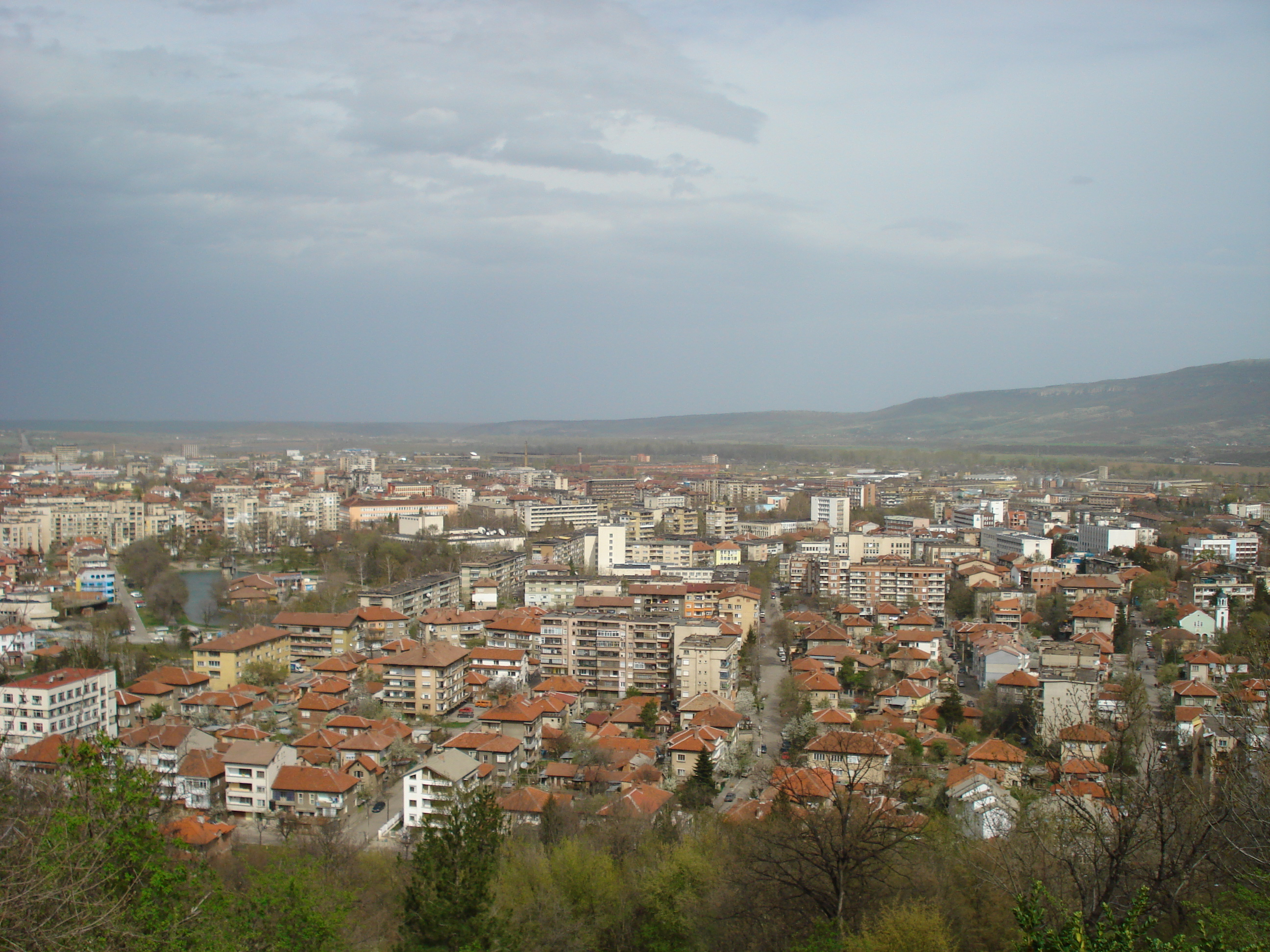
Montana
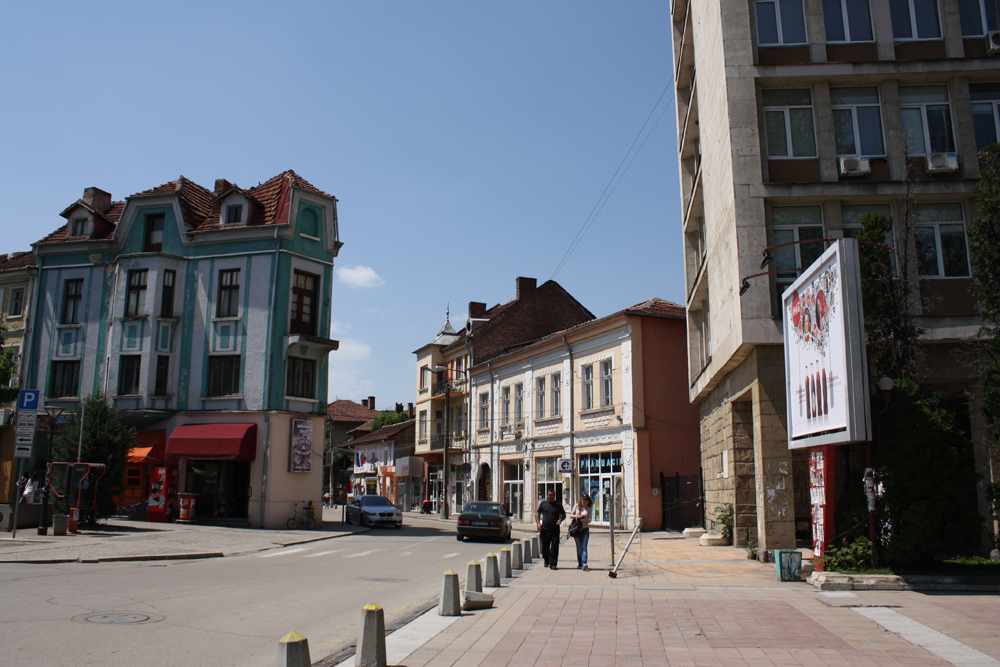
Centrum van Montana
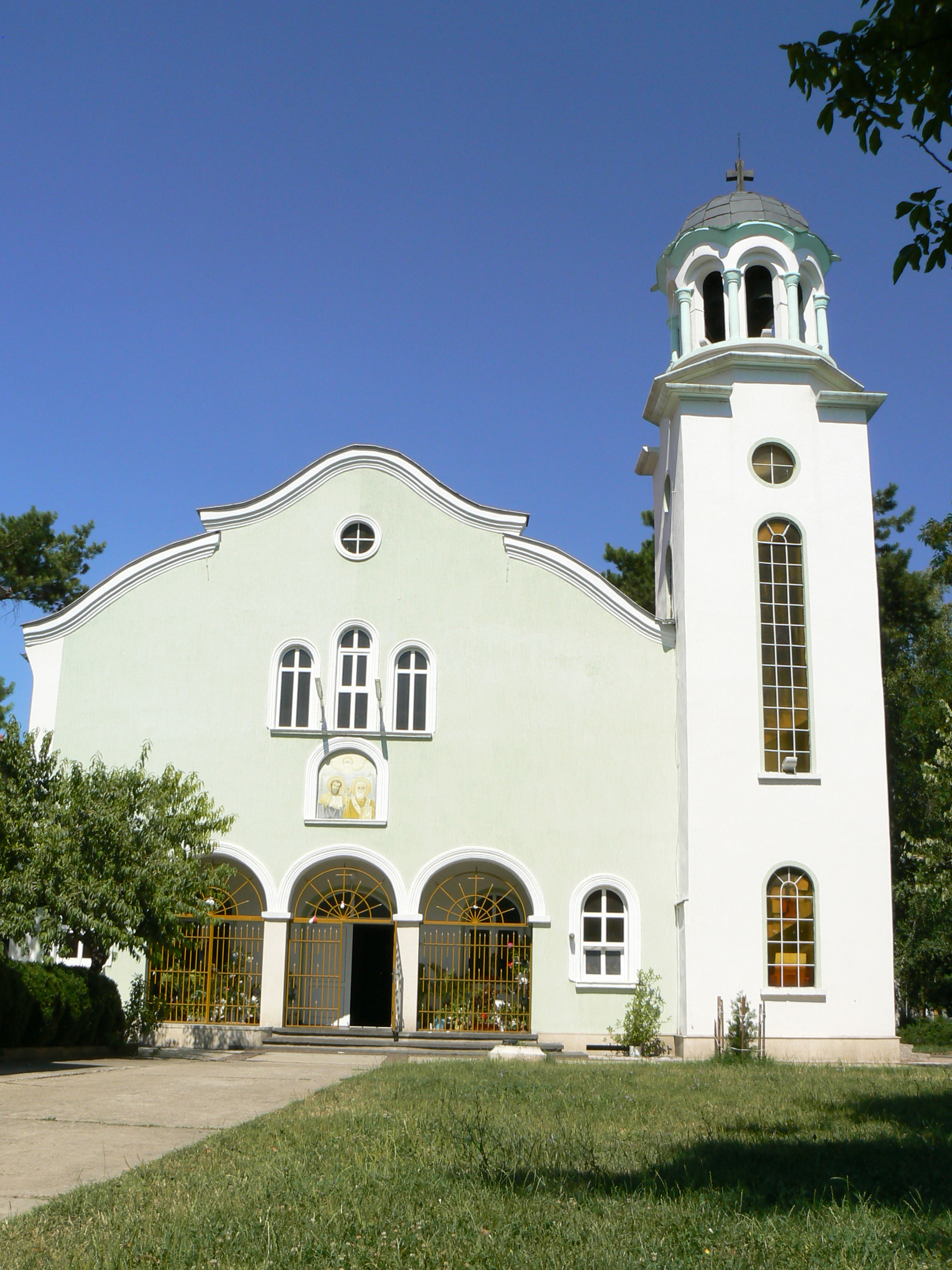
Kerk van Cyrillius en Methodius in Montana
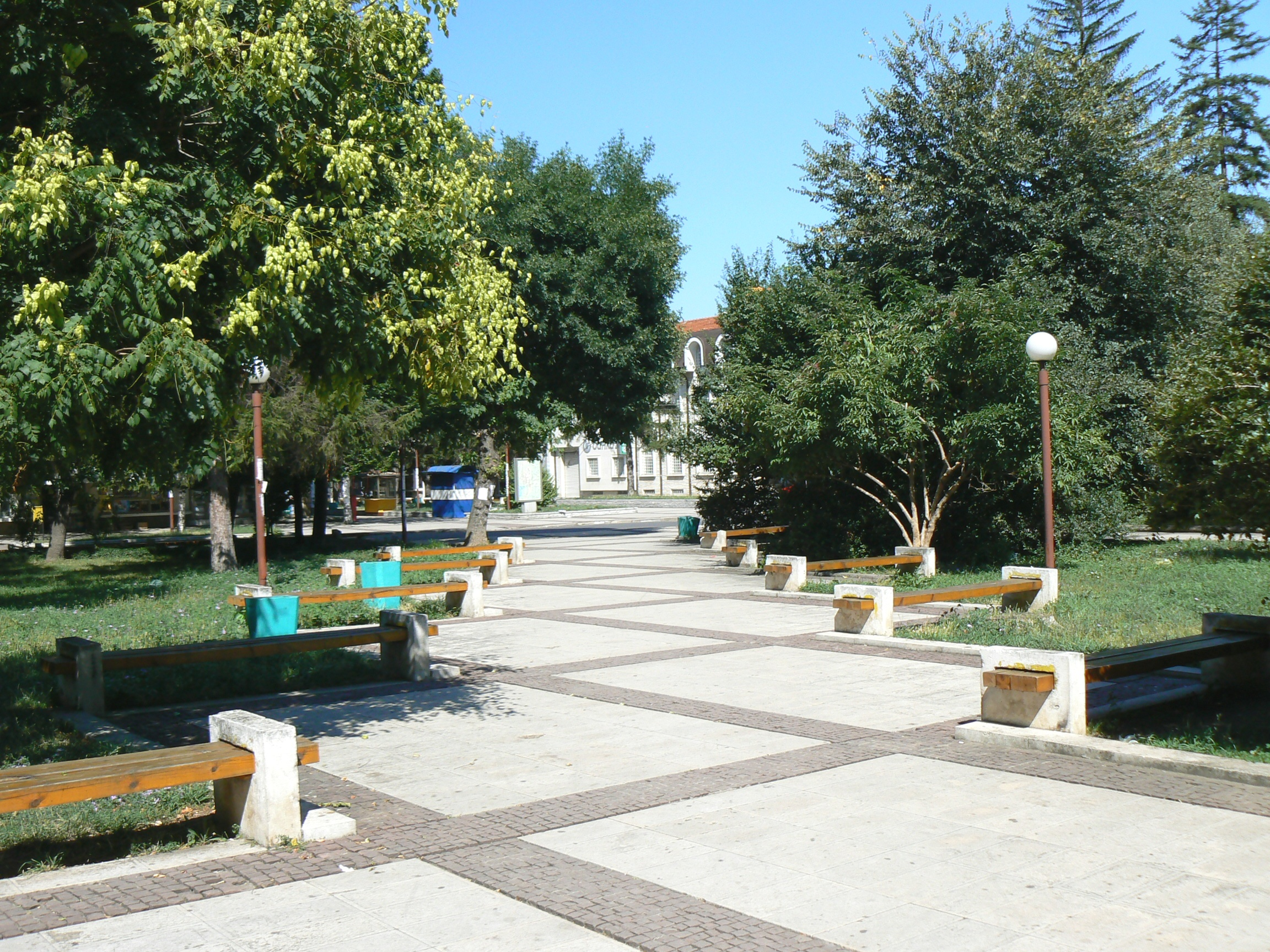
Park bij de kerk van Cyrillius en Methodius

## Bevolking
Op 31 december 2018 telt de stad Montana 39.240 inwoners, terwijl het stedelijk gebied met de 23 nabijgelegen dorpen een inwonersaantal van 48.134 heeft. De stad bereikte in 1994 een hoogtepunt qua inwoners: er woonden toen 52.882 inwoners. Sindsdien daalt het inwonersaantal in een rap tempo, vooral als gevolg van de toenemende emigratie vanwege de verslechterde economische situaties.
| stad Montana     | 9 045  | 11 178 | 16 278 | 27 928 | 40 085 | 51 595 | 52 476 | 49 176 | 43 783 | 39 240 |
| gemeente Montana | 41 858 | 45 913 | 48 252 | 53 952 | 61 964 | 68 827 | 67 365 | 61 422 | 53 856 | 53 764 |

## Geboren
- Stilijan Petrov (5 juli 1979), voetballer

## Partnersteden
- Banská Bystrica (Slowakije), sinds 1995